# متحف فيينا التقني

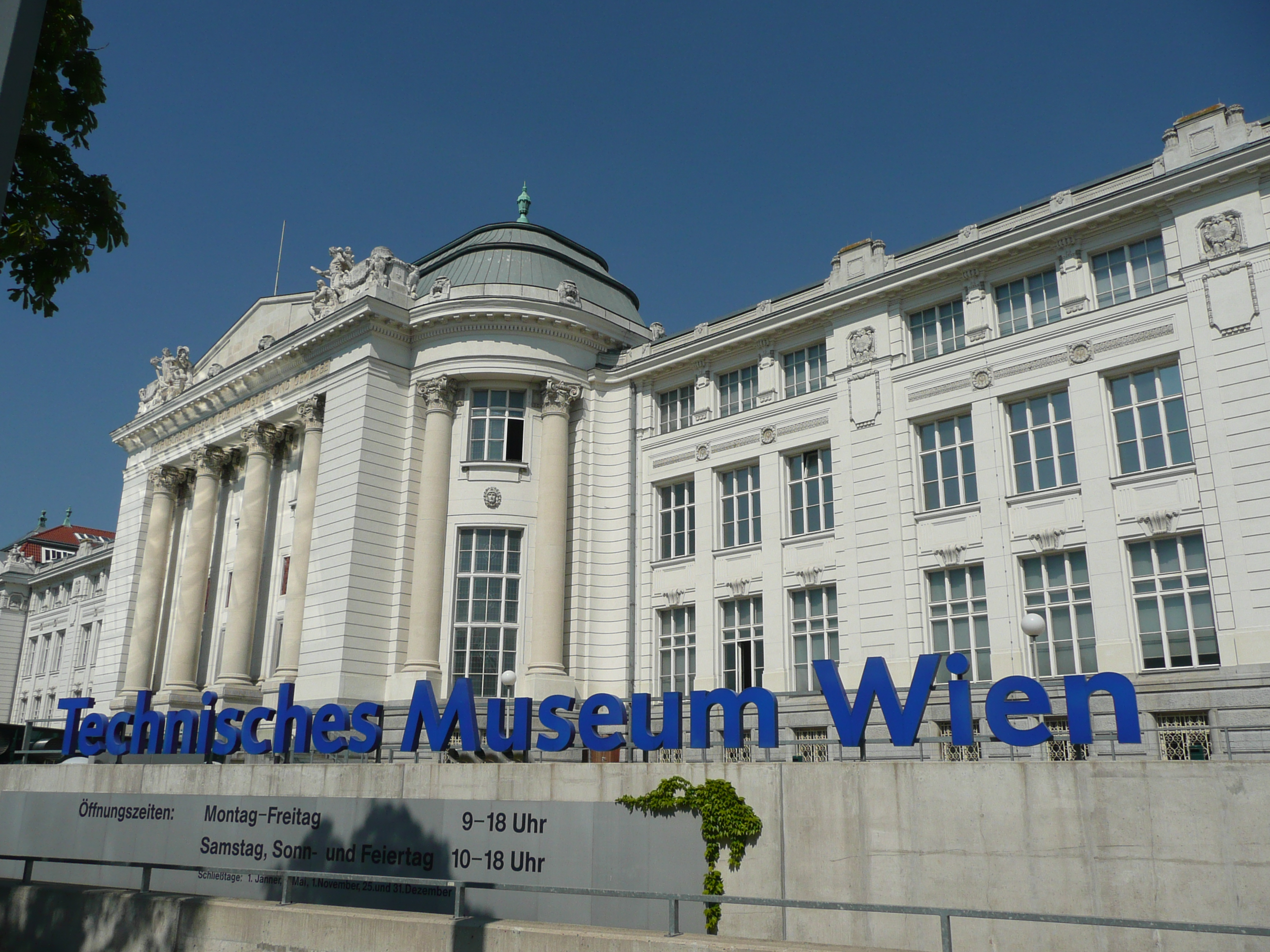
واجهة المتحف اليوم

متحف فيينا التقني (بالألمانية: Technisches Museum Wien)‏، هو متحف يقع في في شارع مارياهيلفر، رقم 212 في حي فيينا الرابع عشر، بينتسينغ، وفيه معروضات ونماذج من تاريخ التكنولوجيا تسلط الضوء على مساهمة النمسا في التطور التقني. يعرض المتحف الكثير من النماذج التاريخية، بعضها بأحجام أصلية كبير جدًا، من مجالات السكك الحديدية وبناء السفن والطيران والصناعة، وتبرز فيه نماذج مهمة من المحركات البخارية العاملة، ويضم المتحف أيضًا واحدة من أكبر مجموعات الآلات الموسيقية التاريخية في النمسا، كما ألحقت به مكتبة السمعيات والبصريات النمساوية.
بدئ ببناء المبنى الرئيس في العام 1909 وفق تصميم المعماري النمساوي هانتس شنايدير، وافتتح في مايو 1918 باسم «المتحف التقني للصناعات والمهن»، ويقع هذا المبنى الذي يعد من مباني فيينا التاريخية المحمية بين متنزهين كبيرين، ويتميز بساحاته الداخلية التي تغطيها قبب زجاجية.
تدير المتحف والمكتبة السمعية والبصرية مؤسسة علمية عمومية مستقلة أسست بموجب قانون المتاحف الفدرالي ولوائح المتحف التقني الداخلية، وأدرجت في أغسطس 2000 في السجل التجاري النمساوي.

## تاريخ المتحف

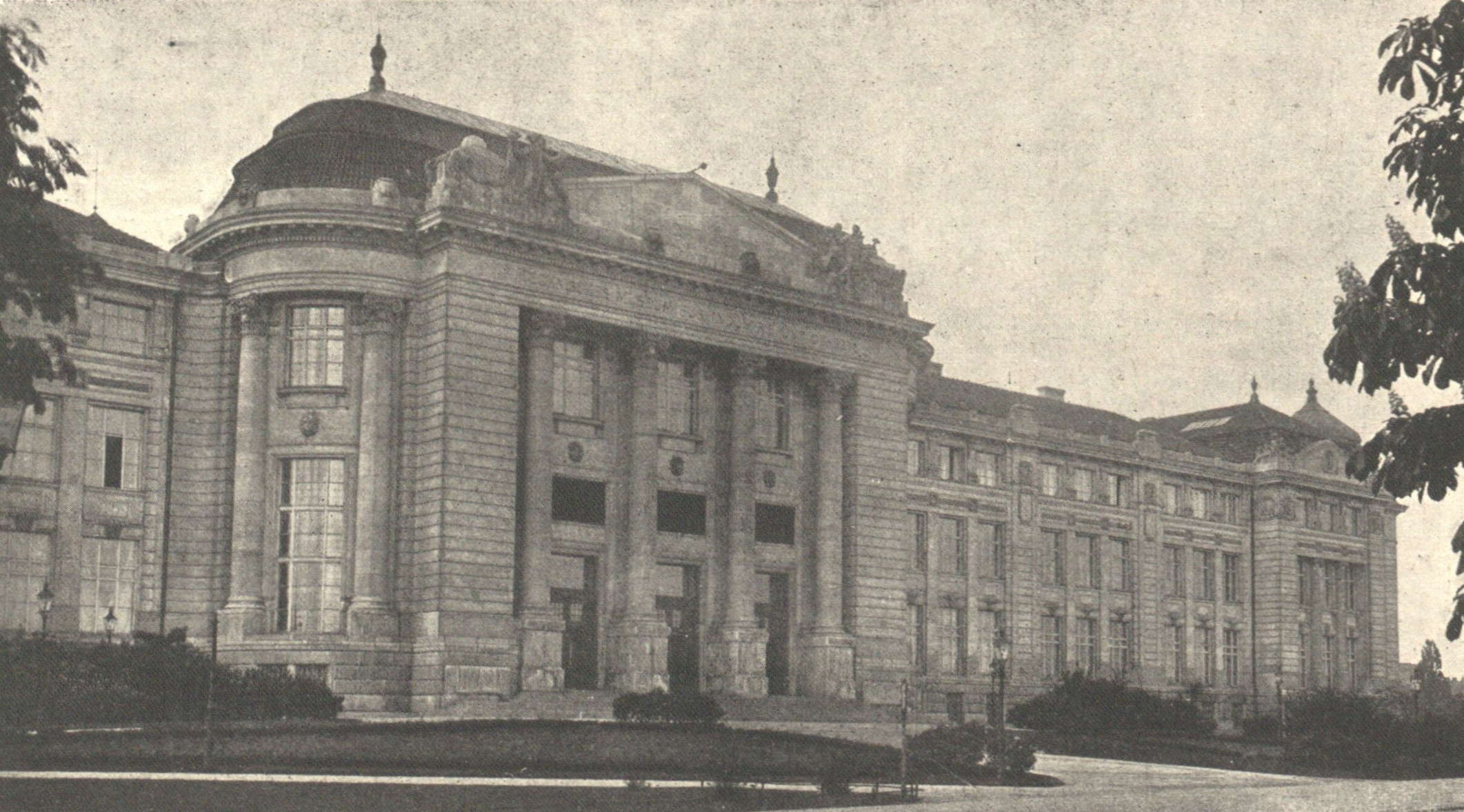
مبنى المتحف في عام افتتاحه - 1918

### خلفيات
قرر بناء المتحف في عيد جلوس الإمبراطور فرانز يوزيف الأول الستين في عام 1908، وكان صاحب المبادرة المهندس النمساوي ويلهلم إكسنر الذي كان يتابع الفكرة منذ معرض فيينا العالمي عام 1873 [الإنجليزية]، وقد ضمت اللجنة التأسيسية رجال الصناعة آرثر كروب ويوهان كريمينزكي الذين دعموا المشروع مالياً ، وكان من بين الممولين بيرنهارد فيتزلر، ومصرف روتشيلد.

### العمارة
أقيم المتحف على قطعة أرض قدمتها بلدية فيينا في الحي الرابع عشر، غير بعيد عن القصر الإمبراطوري في شونبرون، وعهد بتصميمه إلى المعماري النمساوي إميل فون فورستر الذي شرع بإعداد التصاميم الأولية. إلا أن فورستر توفي فجأة في عام 1909، فأعلن عن مسابقة تصميم، كان من بين من شارك فيها معماريون مثل أوتو فاجنر ، وأدولف لوس ، ورودولف تروبش وماكس فيرستل وآخرون، وأعطي المشاركون شهرين فقط لتقديم تصاميمهم. وقد بلغ مرحلة الاختيار النهائي كل من ماكس هيغل ورودولف كراوتس، وهانس شنايدر الذي كان تصميمه قريبا اصاميم فورستر الأولية بينما قوبل رفض تصميم المعماري أوتو فاغنر بنقد شديد من قبل جمعيات الفنانين في فيينا. في النهاية فاز تصميم هاني شنايدر بالمسابقة بتدخل مباشر من ولي العهد الأرشيدوق فرانز فرديناند.
كان المتحف واحدًا من أوائل المباني الخرسانية المسلحة المهمة في النمسا (سبقه مبنى بنك صندوق توفير البريد الذي استخدم فيه أوتو فاغنر هذه المواد للبناء في عام 1904)، وهو اليوم مدرج على قائمة مباني فيينا التاريخية المحمية. صممت واجهة المبنى على الطراز التاريخاني لتلائم الأذواق المعاصرة، واستخدمت لكهربته 46.4 كيلومترًا من االأسلاك الكهربائية للإنارة ولتشغيل الأجهزة والآلات المعروضة، كما نصت خطة شنايدر الأصلية على توسعة لاحقة بجناحين جانبيين.

### سنوات التأسيس
في 20 يونيو 1909 وضع الإمبراطور حجر الأساس، وأنجز البناء في عام 1913، إلا أن افتتاحه أجل بسبب اندلاع الحرب العالمية الأولى في عام 1914، فافتتح المتحف في 6 مايو 1918، وقد بلغ عدد زائريه المسجلين حتى مارس 1919 المائة ألف.
أدارت المتحف جمعية خاصة حتى عام 1922، ثم أمم لأسباب اقتصادية بعد اختفاء عدد كبير من الممولين السابقين مع نهاية النظام الملكي والاضطرابات التي شهدتها النمسا في فترة ما بعد الحرب.

### بعد عام 1945
حصل المتحف في الحقبة النازية على مقتنيات ومواد منهوبة من اليهود، وبعد صدور قانون إعادة الأعمال الفنية لعام 1998 بدأ البحث عن المالكين الأصليين، وشكلت لجنة حكومية تسلمت من المتحف مجموعة من الملفات حول هذه المقتنيات، وقد عوض بالفعل 8 من 16 من المالكين حتى نوفمبر 2015، بما في ذلك تركة المؤرخ التقني هوغو ثيودور هوروفيتز الذي قُتل في عام 1942، التي سلّمت إلى ابنه.
في عام 1992 أغلق المتحف لغرض التجديد والتجديد والتوسعة، وأعيد فتحه في يونيو 1999.
في 1 يناير 2000 منح المتحف االاستقلالية القانونية الكاملة بموجب قانون المتاحف لعام 1998، وأدار المتحف منذ ذلك الحين كان غابرييل زونا كراتكي مديرًا للمتحف، إلى أن خلفه في يناير 2020 بيتر أوفريتر الذي عينه وزير الثقافة آنذاك ألكسندر شالنبرغ.

## تجديد المبنى

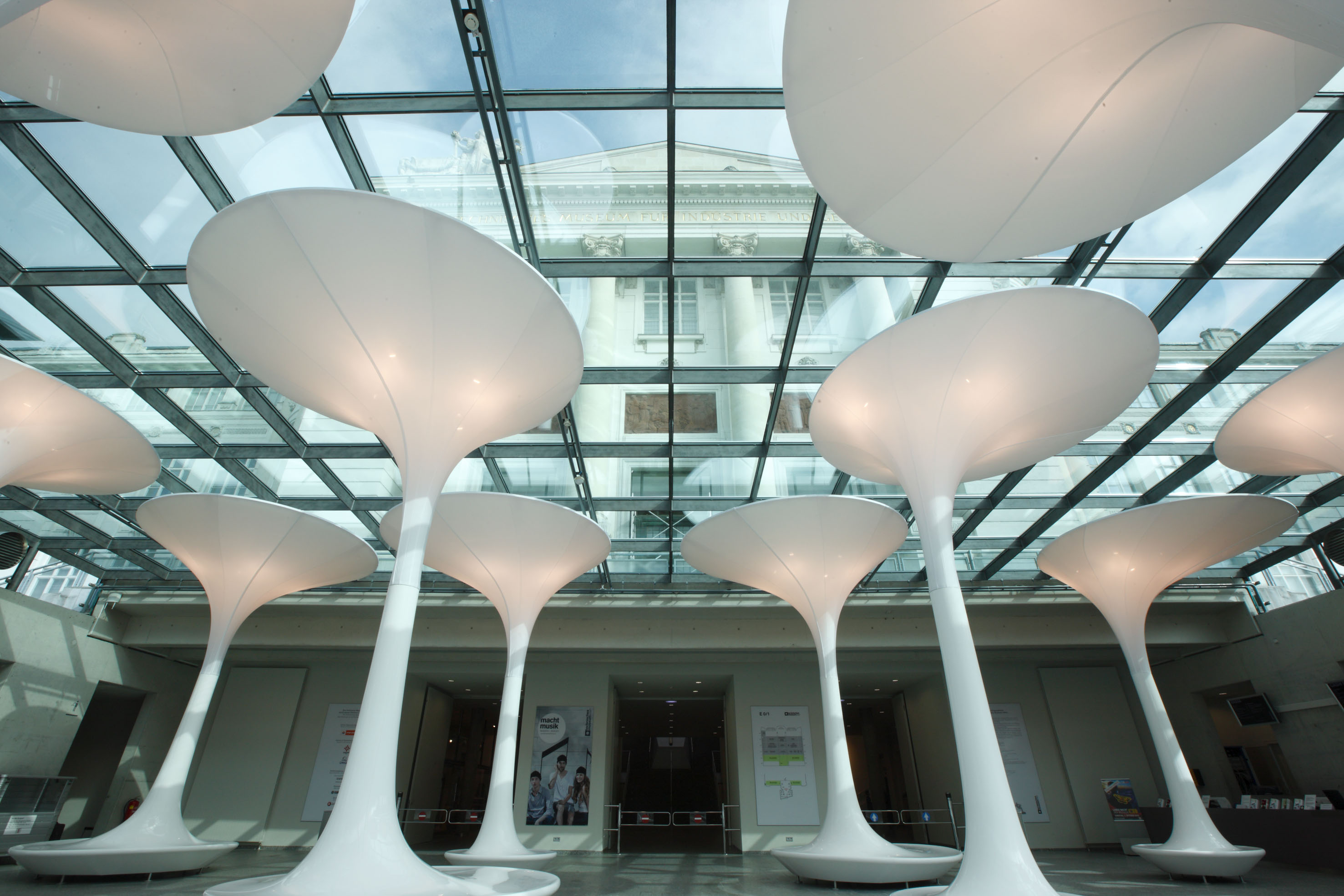
البهو

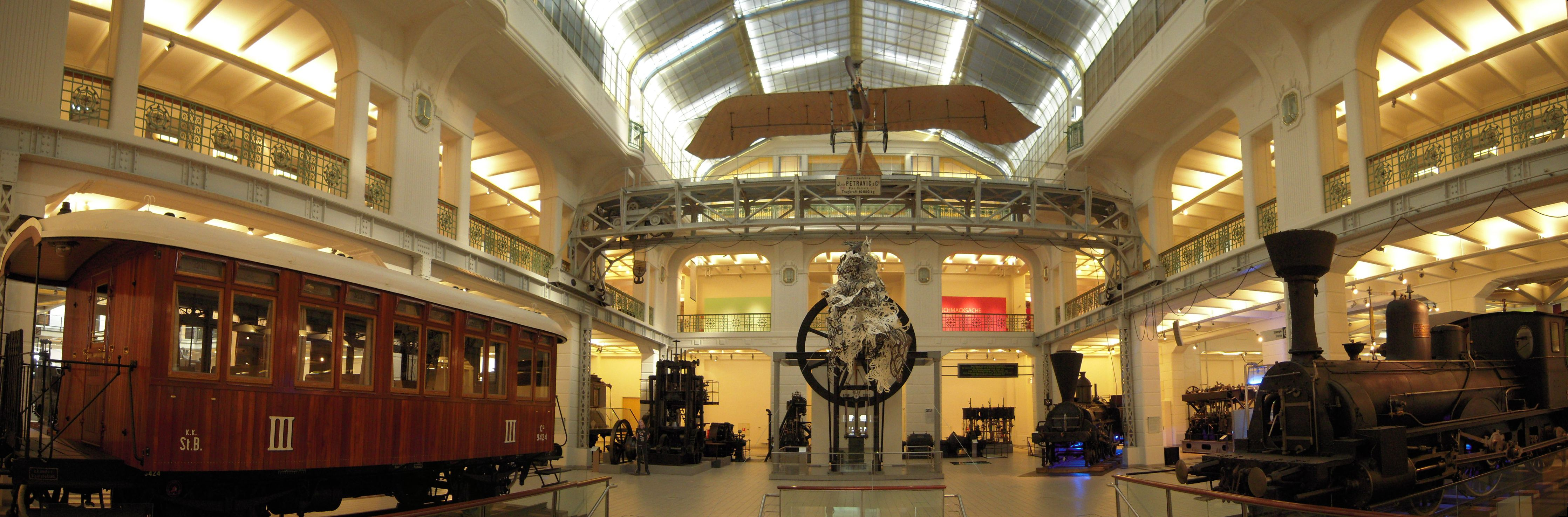
القاعة المركزية

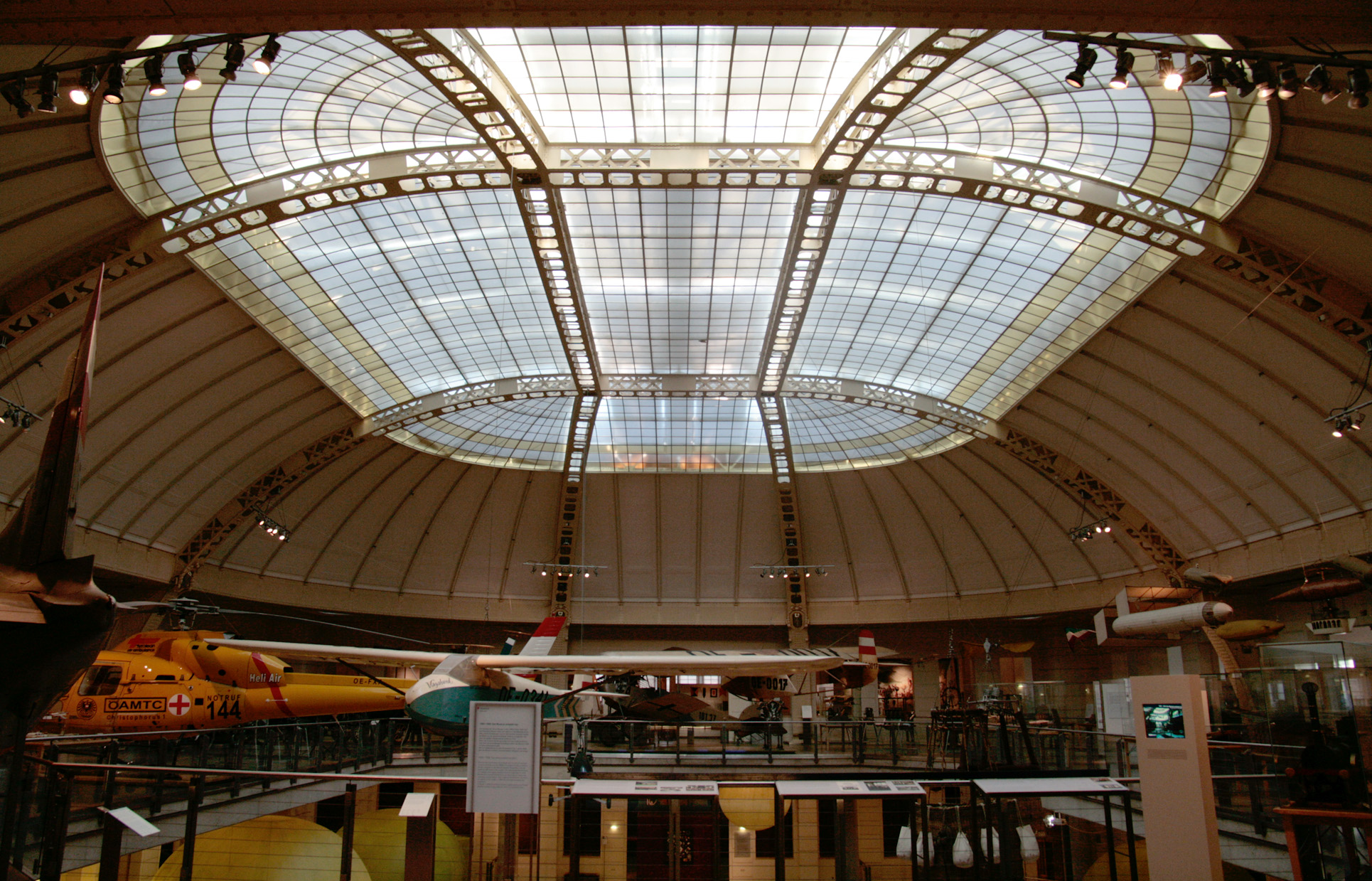
جناح جانبي وطائرات

في الفترة بين 1992 و1999 جدد المبنى بالكامل، وفي هذه العملية رفعت القباب الزجاجية التي تغطي لأفنية الداخلية بمقدار طابق إضافي وأضيفت شرفات عرض عالية تحيط بالساحات، وهذا زاد المساحة الصالحة للاستخدام في المتحف بمقدار 3200 متر مربعا، فصار للمتحف بعد التجديد وعادة التصميم مساحة عرض تبلغ حوالي 28500 متر مربع. كذلك أضيفت إلى المبنى مقدمة زجاجية تنخفض بمقدار نصف طابق لتكون مدخلا رئيسا، وفيها بهو انتظار وخزائن لمعاطف وحاجيات الزوار، وفصول دراسية ، ومبيع التذاكر ومتجر المتحف.

## المعروضات
ينصب تركيز المعارض على توضيح المفاهيم التقنية، وهذا هو سبب وجود عدد كبير من النماذج العملانية التي تمنح الزوار الفرصة لفهم العمليات التقنية، والتي تجدد باستمرار تماشياً مع التقدم التقني.
كذلك توجد في المتحف مجموعة معروضات من النصف الأول من القرن التاسع عشر القرن مصدرها خزينة المحفوظات التقنية الإمبراطورية التي تأسست عام 1807 وكان الهدف منها هو جمع المنتجات الصناعية من التصنيع المبكر للنظام الملكي.
- الصناعات الثقيلة
- الطاقة
- القاطرة
- الحياة اليومية - دليل التعليمات
- العمل
- الات موسيقية
- عوالم سمعية وبصرية
- وسائل النقل
- الحركة
- الطبيعة والمعرفة.

بالإضافة إلى ذلك ، يعرض كتالوغ على الإنترنت االمحفوظات الموجودة في المستودعات.

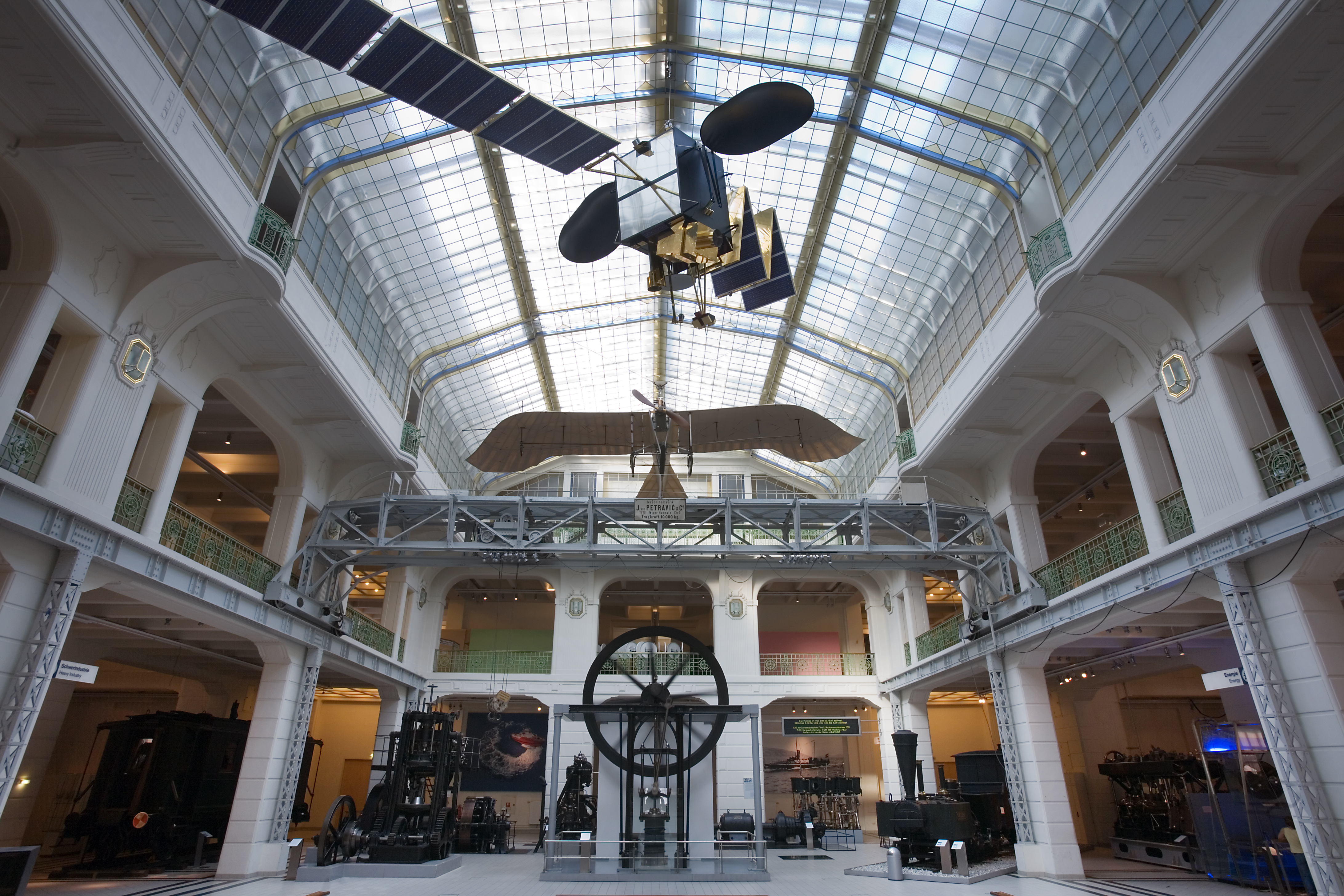
القاعة المركزية
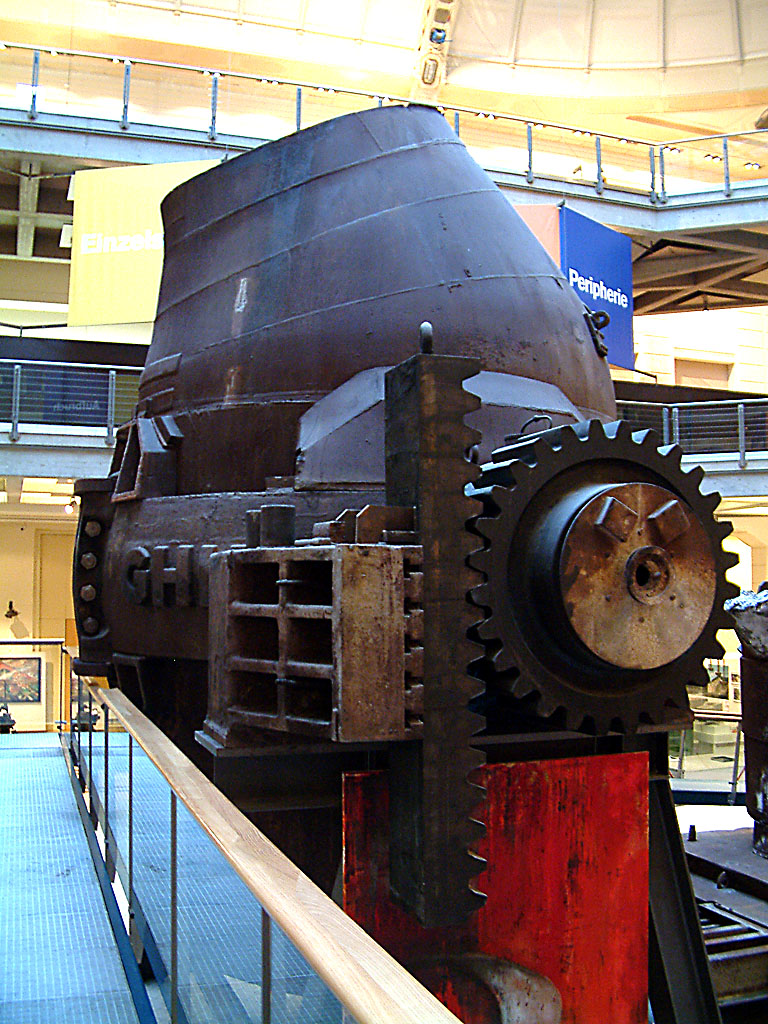
فرن أكسجين قاعدي من العام 1952
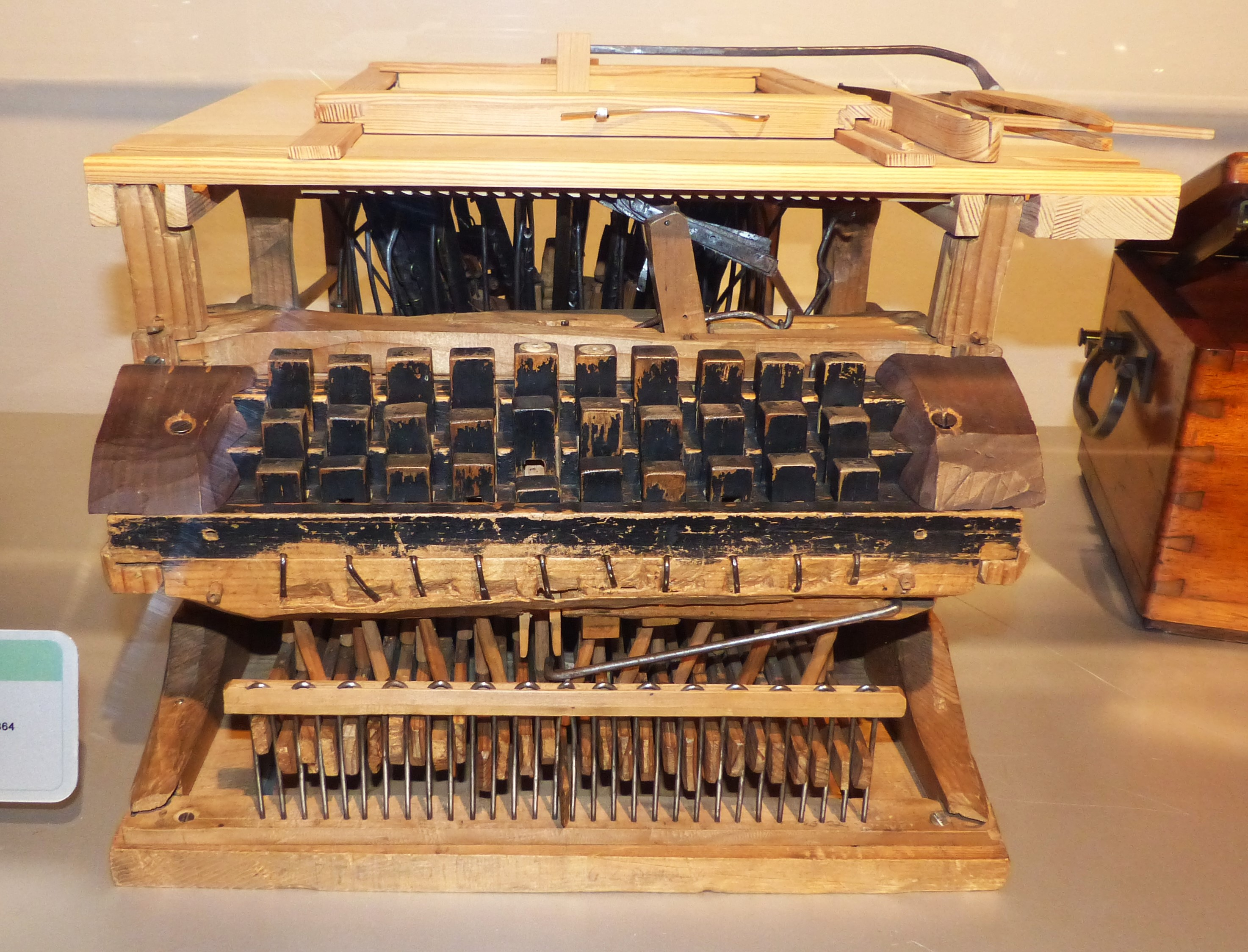
آلة كاتبة من اختراع بيتر ميترهوفر (1864)
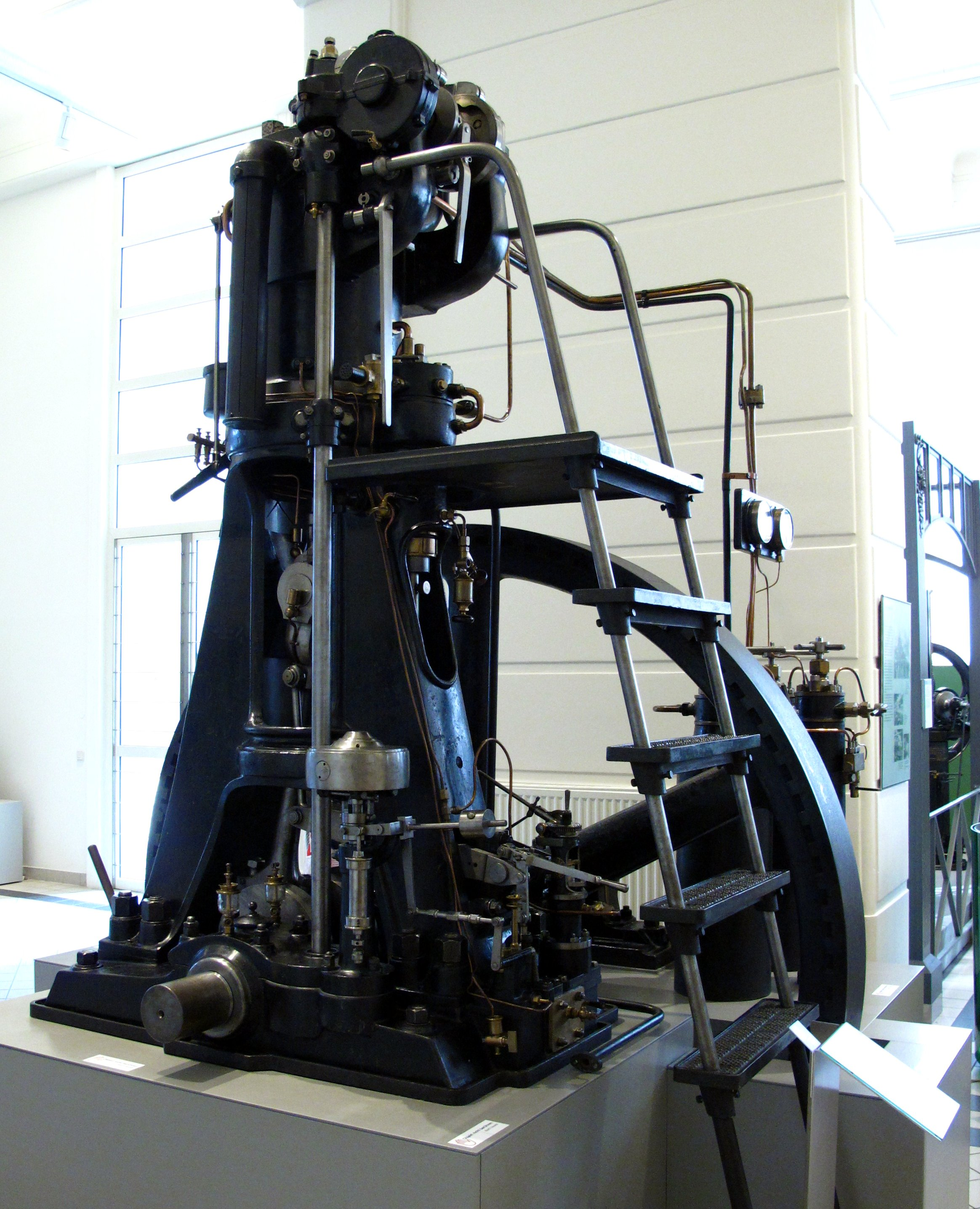
أول محرك ديزل نمساوي (1898)
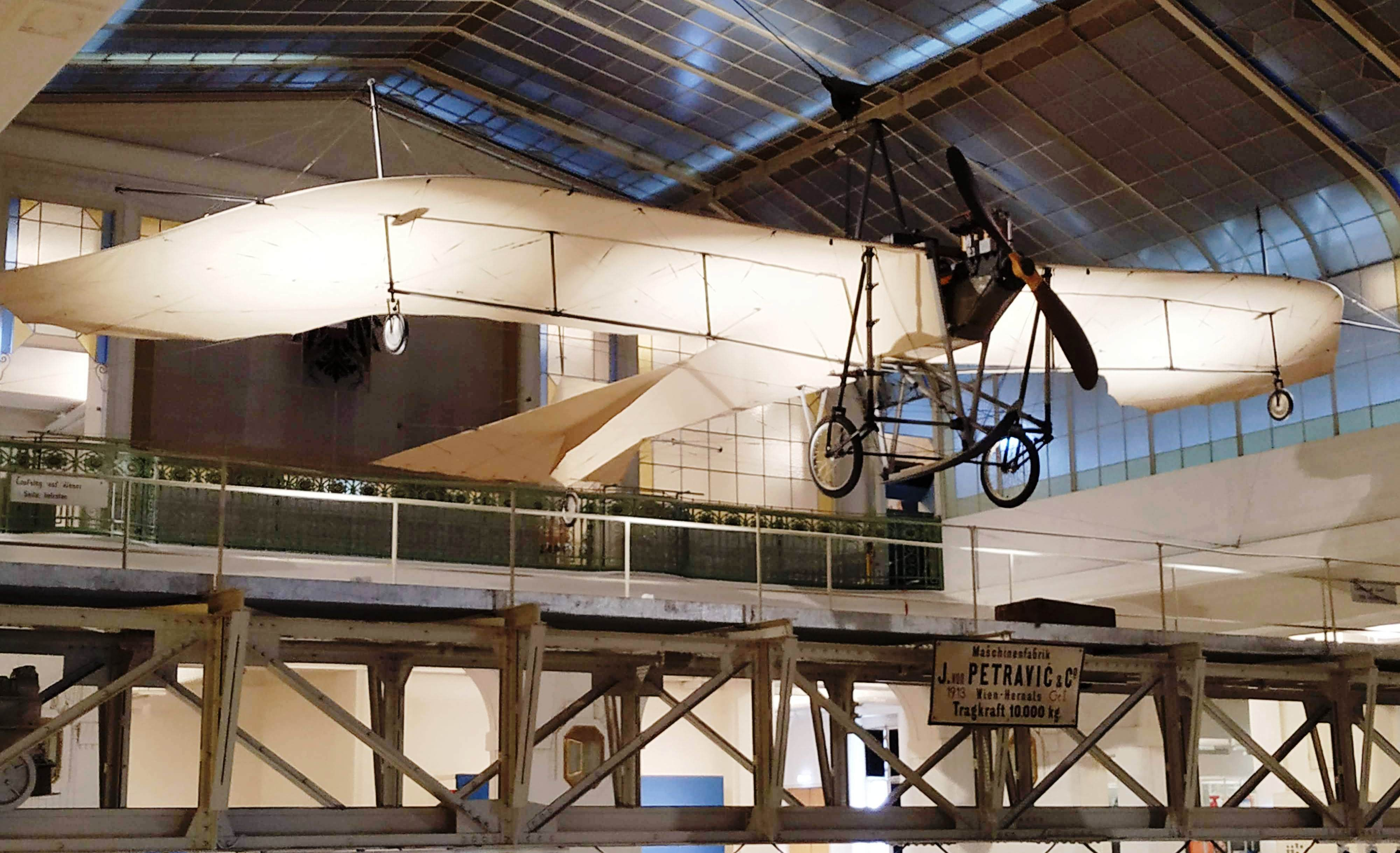
طائرة أتريش توب 2

### مجموعة السيارات
في المتحف قسم للمركبات يُظهر معالم تاريخ السيارات في النمسا مثل سيارات أوسترو دايملر و غريف&amp;شتيفت وشتاير وبوخ وغيرها. ومن أقدم المعروضات سيارة بينز كانت تعود للفنان ليوجين زارديتي (1893)، وهي أول سيارة تعمل بالبنزين في النمسا، وأيضا وواحدة من أقدم السيارات التي تم الحفاظ عليها في حالتها الأصلية ، وهي سيارة المخترع سيغفيرد ماركوس الثانية (1888/89). وقد لعب المنسق هانز سيبر دورا مهما في بناء هذه المجموعة في الفترة التي أعقبت الحرب العالمية الثانية.

صنعت تحت إشراف المتحف نسخة طبق الأصل من سيارة ماركوس الثانية وعرضت للجمهور في مايو 2006 بحضور الرئيس االنمساوي هاينز فيشر، ويهدف هذا إلى تسهيل إجراء تجارب قيادة ورحلات أمام الجمهور دون الحاجة إلى إجهاد السيارة الأصلية القيّمة.

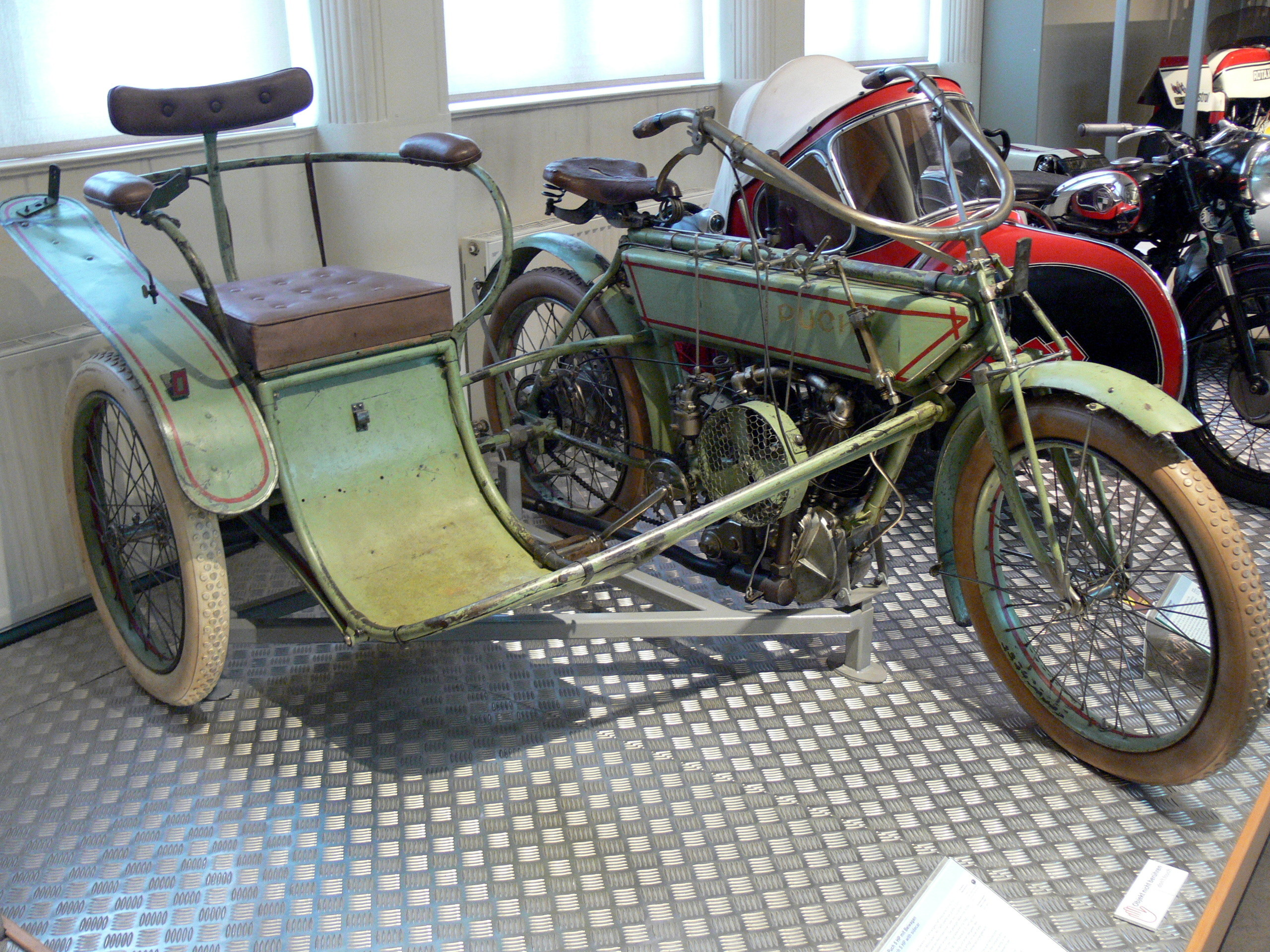
دراجة نارية من طراز تي إم في - بوخ (1908)
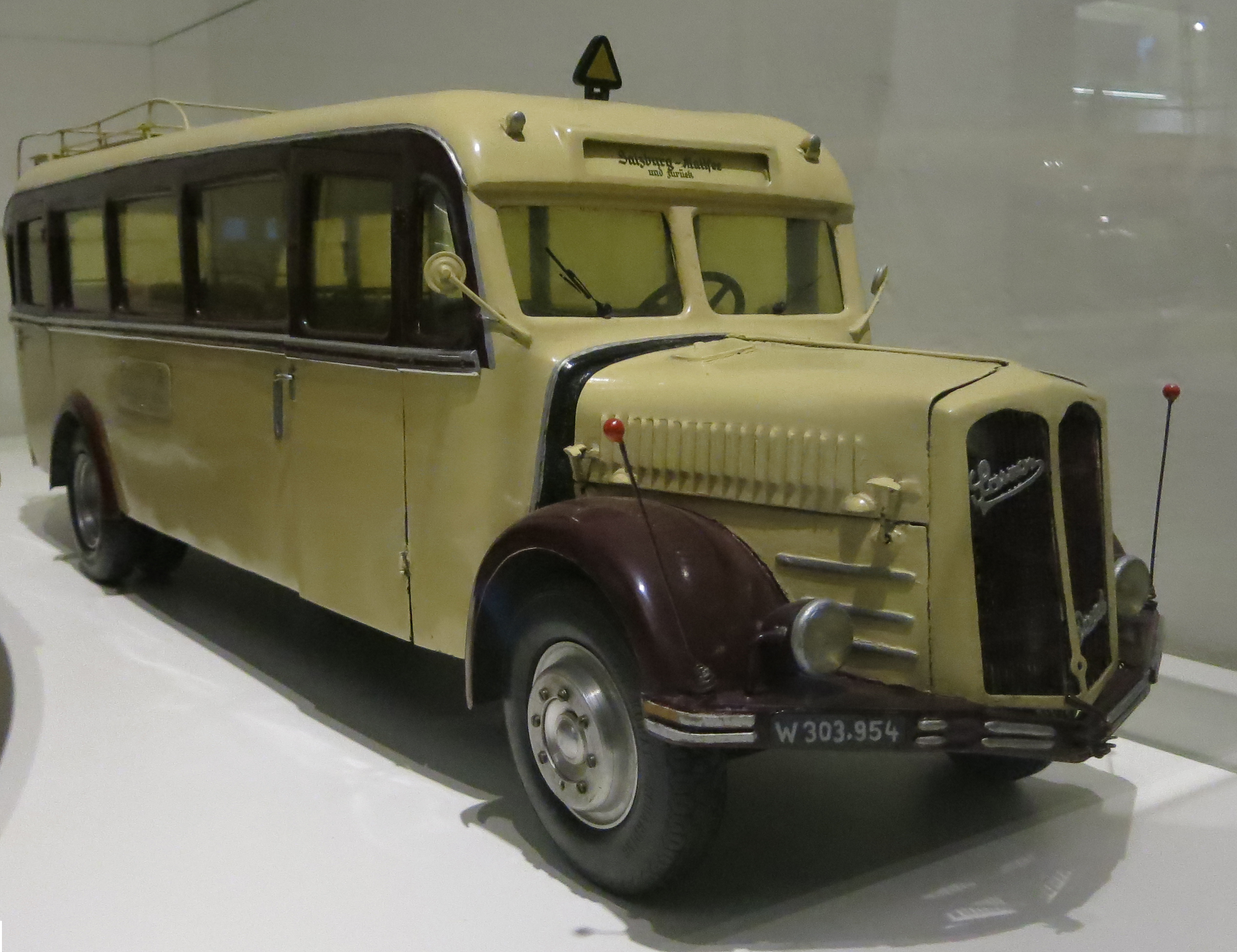
حافلة من طراز بي تي 4500 - ساورر
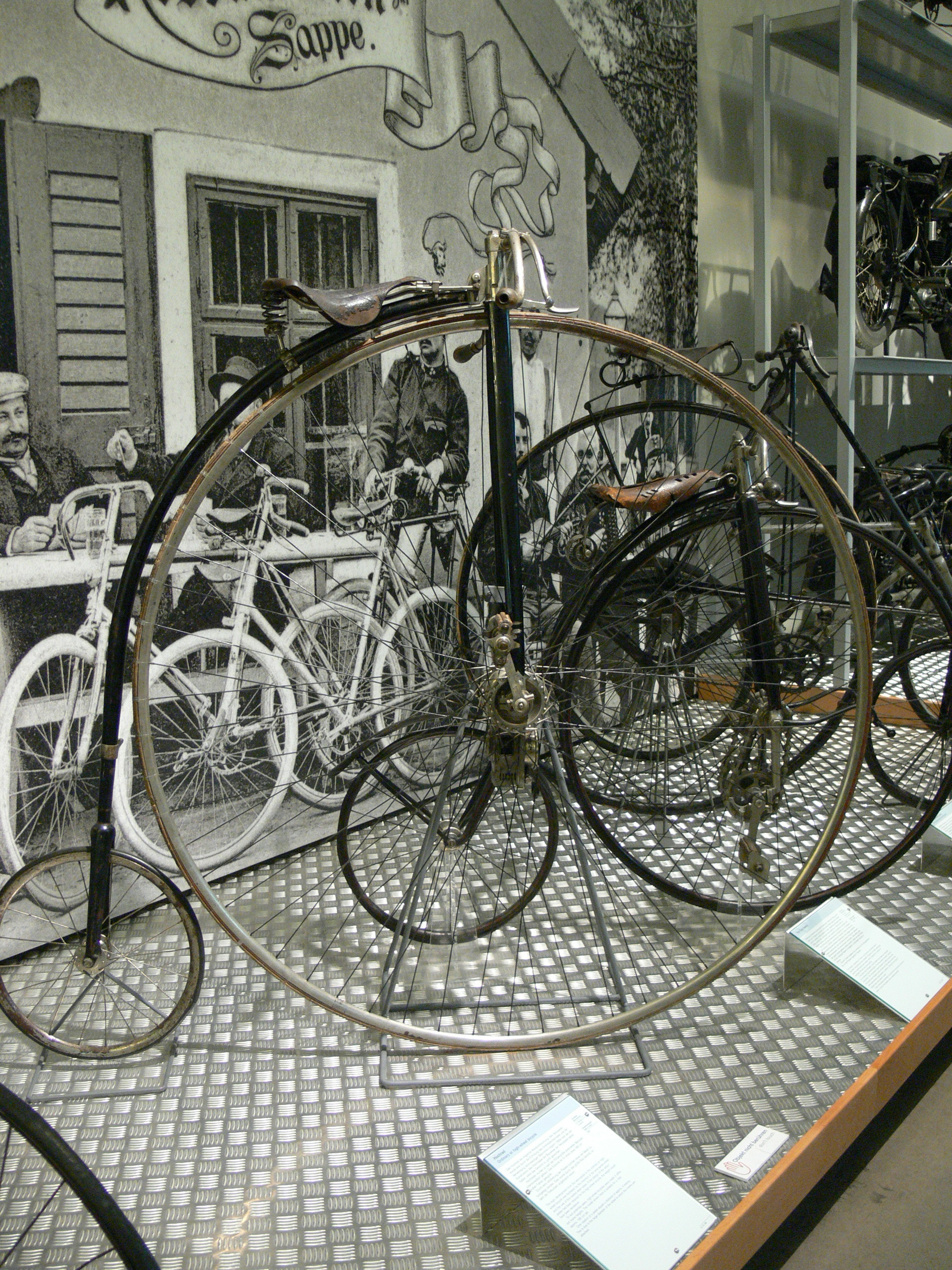
دراجة هوائية عالية من العام 1885

### مجموعة عربات السكك الحديدية

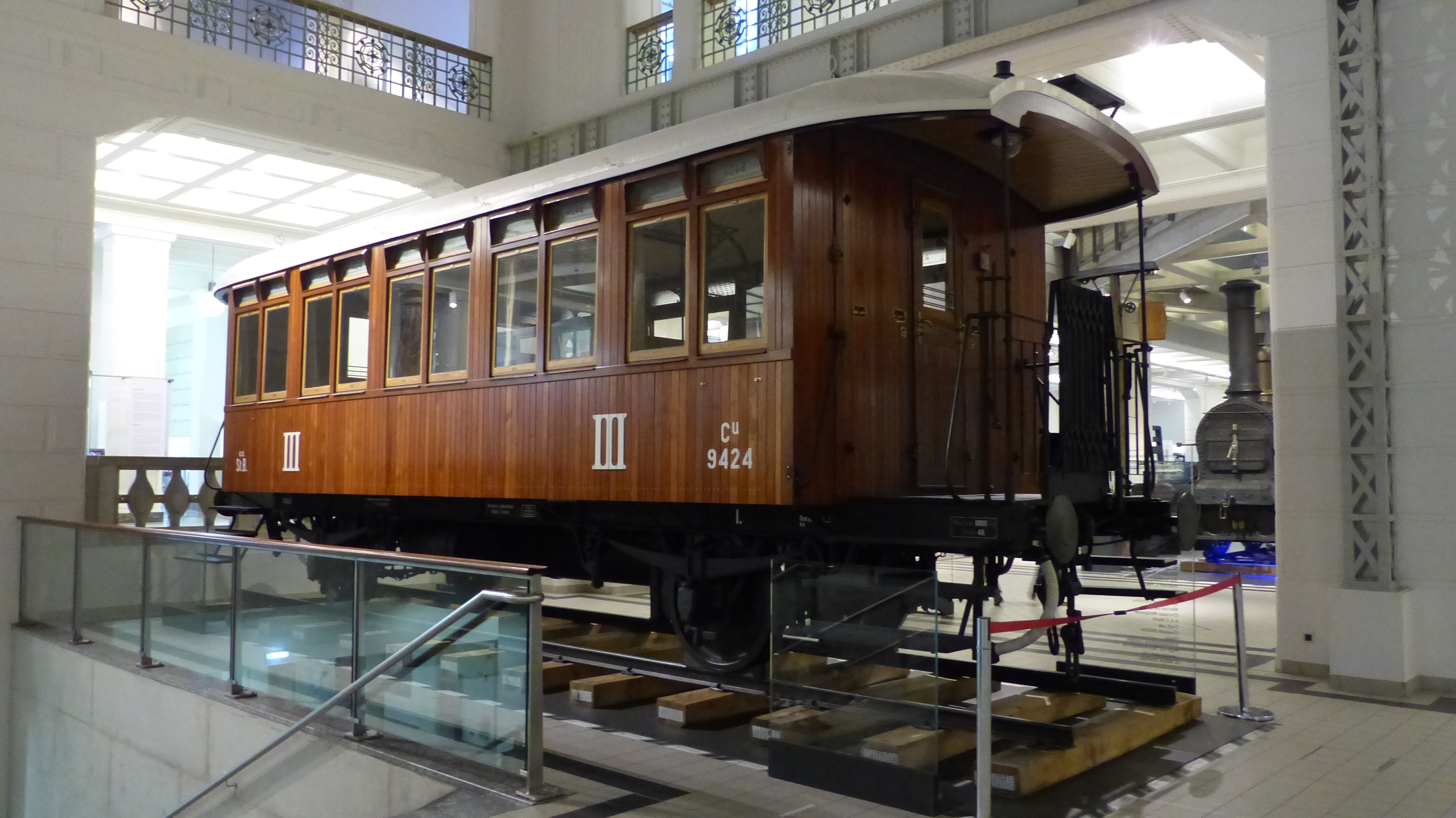
عربة قطار خطوط فيينا الداخلية

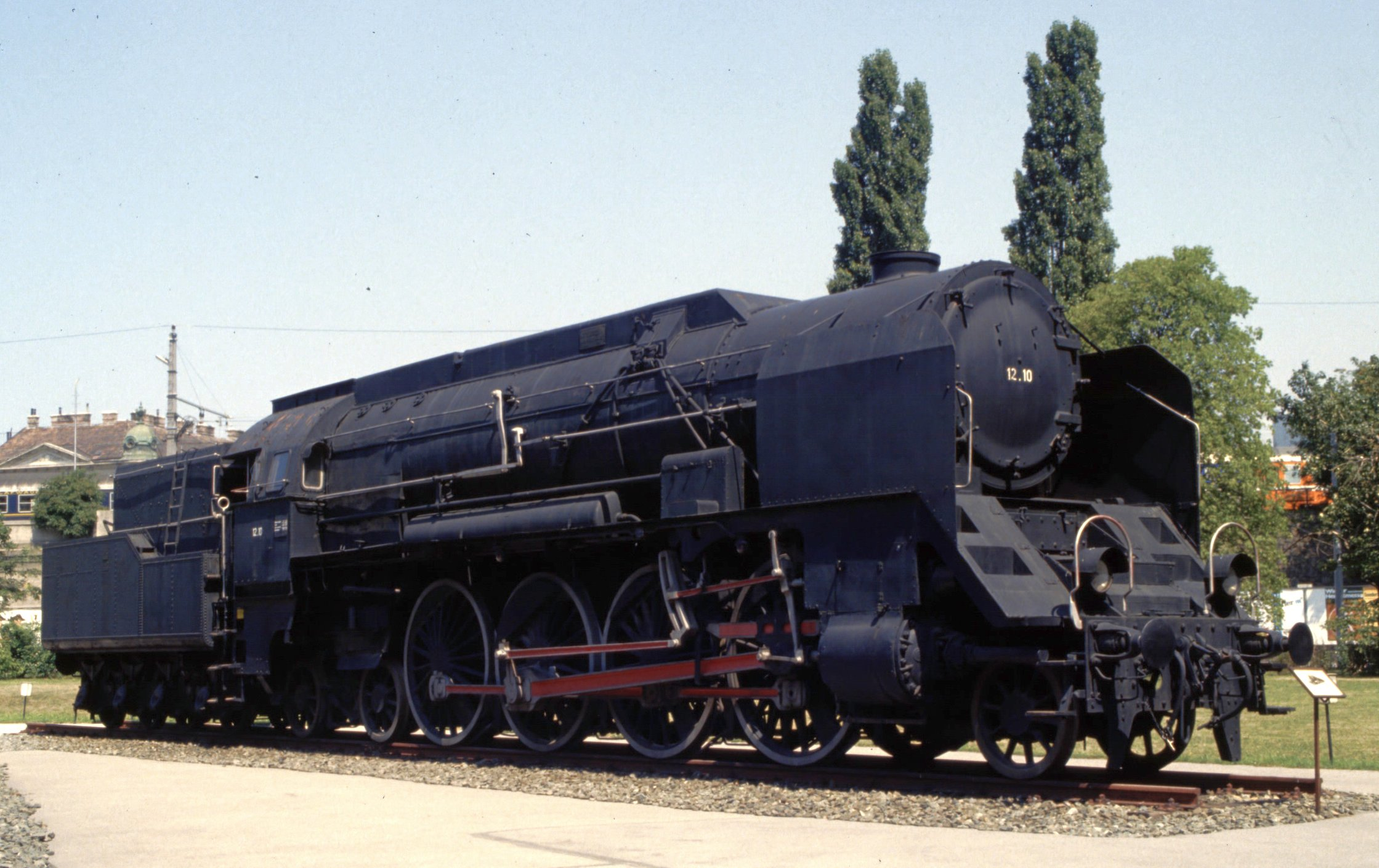
القاطرة ÖBB 12.10 - أغسطس 1980

في سياق تجديد المبنى وإعادة هيكلة المجموعات المعروضة نقلت معظم عربات السكك الحديدية التاريخية إلى متحف شتراسهوف (بالألمانية: Strasshof)‏ للسكك الحديدية في النمسا السفلى الذ يديره نادي الترام والسكك الحديدية النمساوي. كذلك مُنحت مركبات سكك حديدية أخرى لجمعيات أخرى أو مجموعات أو مستأجرين تجاريين، بما في ذلك متحف سكك حديد شفيخات (بالألمانية: Schwechet)‏ التابع لجمعية أصدقاء السكك الحديدية. في نهاية عام 2008، أعيدت بعض عربات السكك الحديدية الأكثر قيمة لتعرض قاعة المتحف الرئيسية بعد بعض عمليات ترميم مكثفة، بينما أعيرت المعروضات الأخرى إلى متاحف السكك الحديدية الجهوية في الولايات. في أكتوبر 2019 ، نقلت أخيرا القاطرة البخارية ÖBB 12.10 نهائيًا إلى متحف فيينا الفني وعرضت أمام الجمهور ابتداء من مارس 2020.
استأجر المتحف في عام 2012 عنبر قاطرات محطة ماريخيغ (بالألمانية: Marchegg)‏ الذي لم تعد هناك حاجة إليه، وقام بعملية تجديد وجهزها بسكك بمقاييس مختلفة، ويستخدم المبنى قاعة تخزين إضافية لقاطرات وعربات السكك الحديدية. ولأول مرة في تاريخ المتحف تجمتع هنا في قاعة واحدة معروضات المتحف من عربات السكك الحديدية التي كانت في الماضي موزعة على مستودعات مختلفة أو متروكة في الهواء الطلق ، في قاعة واحدة.

## خصوصيات
- نموذج منجم تحت المتحف
- معمل الجهد الكهربائي العالي
- نماذج الجسور وأعمال الصلب والحديد
- محركات بخارية الأصلية
- قسم المرور (مع سيارة سيغفريد ماركوس الشهيرة)
- سيارة الصالون الخاصة بالإمبراطورة إليزابيث
- معارض مؤقتة تتناول موضوعات راهنية وتاريخية
- منطقة عائلية للأطفال
  - افتتح في 27 مارس 2021 قسم ميني إكسبلور (بالألمانية: MiniXplore)‏ للأطفال من 3 إلى 8 سنوات مع أو بدون مرافقين، ويتيح لهم القسم اكتشاف موضوعات العلوم والتكنولوجيا والهندسة والرياضيات بطريقة مرحة.[8]

## أدبيات تتناول المتحف (بالألمانية)
- arbara Pilz: Der Hofsalonwagen der Kaiserin Elisabeth. Verlag Technisches Museum Wien, Wien 2002, ISBN 3-902183-05-5.
- Gerhard Schaukal: Straßenfahrzeuge aus der Sammlung des Technischen Museums Wien. Verlag Technisches Museum Wien, Wien 2001, ISBN 3-902183-02-0.

## وصلات خارجية
- موقع متحف فيينا التقني الرسمي
- كتالوغ متحف فيينا التقني على الإنترنت